# カーステン・モーゲンセン
カーステン・モーゲンセン（英語: Carsten Mogensen、1983年7月24日 - ）は、デンマークの男子バドミントン選手。
2012年ロンドンオリンピックの男子ダブルス銀メダリスト。BWF世界ランキング最高位は1位。

## 経歴
男子ダブルスで3歳年上のマシアス・ボーとペアを組む。
2012年ロンドンオリンピックでは、準決勝で韓国の鄭在成 / 李龍大を17-21, 21-18, 22-20で破って決勝に進出する。決勝では、中国の蔡贇 / 傅海峰に敗れ銀メダルを獲得した。